# تقييم نقدي
التقييم النقدي هو استخدام أساليب واضحة وشفافة لتقييم البيانات في الأبحاث المنشورة، مع تطبيق قواعد الأدلة على عوامل مثل الصلاحية الداخلية والالتزام بمعايير التقارير والاستنتاجات وإمكانية التعميم. تمثل أساليب التقييم النقدي جزءًا لا يتجزأ من عملية المراجعة المنهجية. وهي تستخدم في التدريب على الرعاية الصحية المبنية على البراهين للمساعدة في عملية اتخاذ القرارات الطبية، ويتم استخدامها بشكل متزايد في الرعاية الاجتماعية المبنية على البراهين وتوفير التعليم.

## وصلات خارجية
- Cochrane Collaboration Handbook
- Critical appraisal tools available from the Centre for Evidence-based Medicine